# Fernando de Padilla
Ferdynand de Padilla (hiszp. Fernando lub Hernando de Padilla) – wielki mistrz zakonu Calatravy w roku 1443.
Był synem Pero Lopeza de Padilly, wysokiego urzędnika kastylijskiego, i Leonory de Sarmiento.
Przed wyborem był klucznikiem i komandorem Calatravy. Jego rządy jako wielkiego mistrza były krótkie. Król Kastylii i Leónu Jan II forsował kandydaturę Alfonsa Aragońskiego, nieślubnego syna króla Jana II z Nawarry, na urząd wielkiego mistrza. Zebrani na konwencie wyborczym bracia – rycerze odmówili jednak poparcia tej kandydaturze i zgodnie wybrali de Padillę na ten urząd. Król nie mógł się jednak pogodzić z tą porażką. Namówił część rycerzy zakonnych do złożenia z urzędu tego mistrza i wybranie swojego protegowanego. Wielki mistrz się jednak temu sprzeciwił i zginął, a na jego miejsce wybrano, wtedy już bez sprzeciwów, konkurenta.